# 사노 (영화)
"사노"는 1987년에 개봉한 대한민국의 영화이다.

## 캐스팅
- 이대근 : 들판 역
- 원미경 : 오월 역
- 남궁원 : 최승지 역
- 조용원 : 옥주 역
- 방희 : 김 부인 역
- 남성훈 : 유성호 역
- 최민희 : 단골네 역
- 국정환 : 임초시 역
- 박예숙 : 박소사 역
- 이영수 : 만강 역
- 박용팔 : 청지기 역
- 조주미 : 부합 역
- 허기호 : 마당쇠 역
- 정동일 : 임도령 역
- 전숙 : 둥비 역
- 문미봉 : 부합 모 역
- 이숙희 : 언년 역
- 오도규 : 벌개 역
- 남포동 : 노비 1 역
- 길달호 : 노비 2 역
- 김덕근 : 노비 3 역
- 백송유 : 노인 역
- 최재호 : 군관 역
- 김기범 : 사또 역
- 김지희 : 하녀 역
- 조학자 : 아낙 역
- 박동룡 : 집행관 역
- 김예성 : 아버지 역
- 김신명 : 산파 역
- 박용호 : 포교 역
- 권복순 : 포교 역
- 김재건 : 포교 역
- 이기열 (특별출연)